# 本しゅす

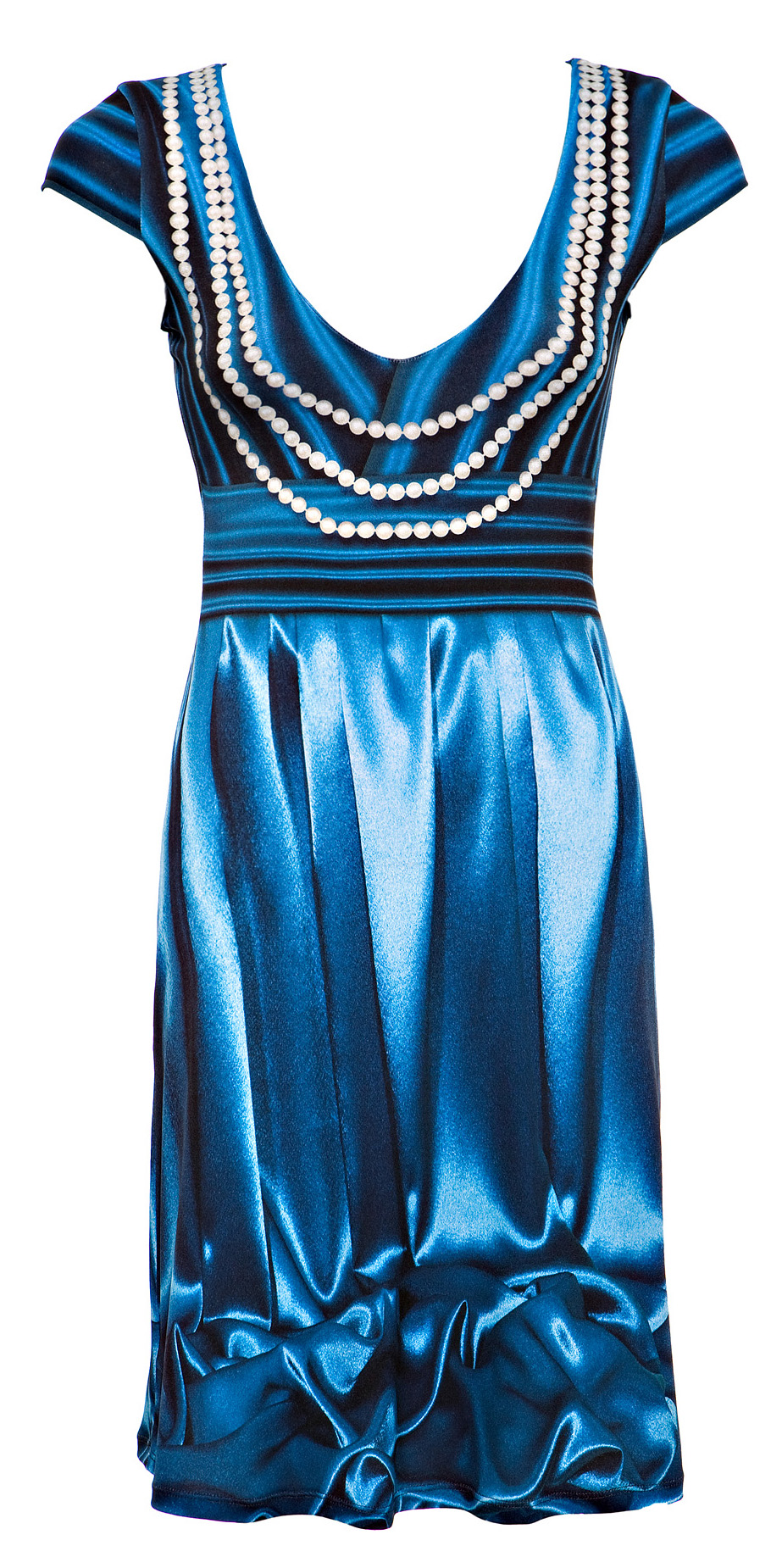
サテンのドレス

本しゅす（ほんしゅす、本繻子、本朱子）またはサテン（英語: satin / sateen、オランダ語: satijn）は、しゅす織（繻子織）の織物。絹をはじめ、ナイロン、ポリウレタン、アセテート、ポリエステル、綿などの糸を使って作られる。
非常に光沢があり、豪華な雰囲気を持つ布であるためドレス、裏地、帯地、ハンドバッグ等に使われる。帯地に使われるものは特に太い糸を使って厚く編み上げる。
主に衣装生地として使用されることが多く、特に女性の衣服に使用されることが多い。
男性の衣服ではスカジャンの生地として多用されている。

## 欠点
- しゅす織りなので、使用の際は立爪の指輪やハンドバッグの金具など、尖った物に注意をしないとすぐに引き攣れてしまう。
- 熱を通しやすいため、冬場は生地が冷たくなりやすい。
- 吸水性がない。
- 洗濯に弱い。
- 表の生地と裏の生地で性質が異なってしまう。
- アセテートのサテンについては、原料に酢酸塩を使用していることから、以前は酢の臭いがしていた。